# Corridor biologique fluvial
 (février 2025).
On appelle corridor biologique fluvial le continuum écologique constitué par un cours d'eau et ses affluents, considérés des sources des affluents jusqu'à la mer, ainsi que leurs abords proches (berge, ripisylve, zone hyporhéique) ou élargis (vallée fluviale).

Ce concept découle de celui de continuum écologique (écologie du paysage) et pour partie de celui de continuum fluvial. L'ensemble ou réseau de ces corridors constitue ce qu'on appelle souvent la Trame bleue (notamment en France depuis le Grenelle de l'environnement). Bien que dénommé fluvial, il intègre toute la continuité, de la source à la mer, ainsi que les « compartiments sous-fluviaux » et autres annexes connectées au cours d'eau.
Comme les corridors biologiques terrestres, chaque corridor aquatique est composé d'une « mosaïque » complexe d'habitats.
Dans certains contextes, la notion de « corridor fluvial » qui peut aussi désigner un corridor de transport fluvial.

## Espèces dépendantes des continuums fluviaux
De nombreuses espèces aquatiques d'eau douce sont migratrices, ou dépendent de ces corridors.
Les espèces strictement aquatiques semblent le plus en dépendre, car ne se déplaçant que sous l'eau (activement, c'est-à-dire en nageant, ou passivement portées par le courant). Parmi ces dernières, certaines sont marines une partie de leur cycle de vie, telles les poissons amphihalins. Ceux-ci sont tous en forte régression ː  surpêche, contamination par un nombre croissant de polluants ou des perturbateurs endocriniens, mais aussi à cause d'une fragmentation physique anormale de leurs corridors de migration, par exemple par les grands barrages. Ils parcourent souvent des milliers de kilomètres, telle l'anguille européenne qui se reproduit en mer des Sargasses, dont les civelles doivent ensuite rejoindre des mares et marais parfois loin en amont des continuums physiques que sont les fleuves et rivières.
D'autres espèces - rivulaires - se déplacent le long du cours d'eau (sur ses berges ou à proximité) pour des espèces palustres[pas clair]. D'autres espèces encore utilisent les cours d'eau, comme axe ou repère de migration (oiseaux) sur une partie de leur trajet migratoire (quotidiens ou saisonniers).
Certaines espèces végétales (Saule, Aulne) utilisent le cours d'eau et ses inondations pour disperser efficacement leurs graines ou propagules, ou se reproduire hors du cours d'eau. C'est aussi le cas du brochet qui pont dans les prairies inondées.

## Qualité
Plusieurs facteurs sont généralement retenus pour juger de la qualité de ces corridors : la naturalité, la qualité de l'eau (via mesure de la pollution de l'eau) et la fragmentation écologique (physique, chimique, lumineuse, thermique, etc.). Ces facteurs peuvent être appréhendés par des indicateurs biogéographiques (dont indicateur biologique).

## Types de corridors fluviaux
L'écologue considère plusieurs types de corridors (dont l'ensemble forme une zone de connexion biologique).
Le corridor subaquatique proprement dit le corridor utilisé par les poissons et les organismes strictement aquatiques (dont la totalité du cycle de vie est aquatique). Le linéaire de berge est un écotone exploité par les espèces aquatiques, mais aussi par des espèces terrestres ou spécifique de cet écotone. Plus largement, l'ensemble des zones humides liées au fleuve et le fond de vallée forme un vaste corridor ː lit mineur, lit majeur parfois inondé plusieurs mois par an notamment dans les régions très humides, tropicales ou dans les régions plates.
Notons qu'il peut arriver que des fleuves soient en partie souterrains[précision nécessaire].

## Limites et cartographie
Les limites du corridor fluvial ne sont pas toujours faciles à définir, et posent des problèmes non encore résolus pour la cartographie des corridors biologiques (ceci vaut pour tous les types de corridors). Par exemple, certains fleuves de plaines, encore « sauvages », non endigués, peuvent se déplacer latéralement dans leur lit, et provisoirement inonder de vastes zones.

De même, certaines espèces telles l'anguille peuvent quitter un cours d'eau en rampant sur le sol pour rejoindre des mares et étangs qui n'y sont pas directement connectés.

Des poissons, amphibiens et autres organismes aquatiques ou des zones humides peuvent être transportés par les inondations bien loin du fleuve lui-même.
La fragmentation écologique de ces continuum écologique n'est pas toujours facile à identifier non plus ; Un grand barrage hydroélectrique, même équipé d'une passe à poisson ou d'un ascenseur à poisson est un facteur évident de fragmentation écologique, mais une zone de réchauffement ou de pollution chronique par des pesticides ou des perturbateurs endocriniens est plus délicate à identifier.
Comme les corridors terrestres, les corridors biologiques fluviaux peuvent être explorés, surveillés et protégés en s'appuyant sur les principes et outils scientifiques de l'écologie, de l'écologie du paysage et de la biogéographie et de l'océanologie. La notion de trame verte et bleue insiste sur la nécessaire complémentarité de ces deux types de corridors.

## Menaces
De nombreuses activités humaines peuvent perturber la fonction de corridors des fleuves, dont la dérivation de l'eau pour l'irrigation (souvent associée à un drainage qui laisse repartir des nitrates et pesticides vers l'aval du fleuve), le pompage d'eau potable (souvent associé à la construction de barrages-réservoirs, mais le pompage des eaux souterraines peut aussi contribuer à faire baisser le plafond de la nappe phréatique, et donc le niveau des sources, et le niveau de l'eau là où le fleuve est alimenté par la nappe.
Les modifications climatiques et le réchauffement climatique risquent d'exacerber l'occurrence et l'intensité des sécheresses qui se traduisent par un manque d'eau (et donc une pollution plus toxique car moins diluée) voire des mises à sec en période d'étiage.

## Dans le monde
De nombreux projets de restauration nationales ou transfrontalières de fleuves incluent un volet biodiversité et continuum écologique.

## En Europe
Des conventions s'appliquent sur la Meuse et le Rhin, qui peuvent inclure ces aspects. Une association Escaut-Vivant promeut le développement durable et les corridors biologiques sur tout le bassin versant de se fleuve.
La directive cadre sur l'eau encourage ce type de travail.

## Exemple de barrières écologiques possibles
Peuvent être sources de fragmentation écologique des espaces sous-marins[précision nécessaire] tant des séquelles de guerre de type munitions enfouies dans les sédiments que des pollutions de la masse d'eau ː des pollutions anciennes ou actuelles, chroniques à faible dose ou ponctuelles et massives, des pollutions radiologiques, thermiques (en aval de centrales nucléaires notamment), des apports massifs et/ou chroniques de polluants ou eutrophisants. Ces pollutions parfois discrètes mais chroniques peuvent être à l'origine de bouchons vaseux très pollués dans les estuaires, voire de zones mortes, notamment dans les mers semi-fermées telles que la Baltique.
Depuis les années 1950, le phénomène de pollution lumineuse est en très nette augmentation sur les berges, avec les villes construites sur les fleuves[précision nécessaire].
Certains modes d'exploitation subaquatique de ressources naturelles (sables, graviers, algues...) ont aussi un impact sur la qualité de l'eau.

## Protection foncière et juridique
Cette protection semble émerger avec le droit de l'environnement et le devoir de « prise en compte » de la trame bleue en France par les documents d'urbanisme (SCOT, PLU). La Directive cadre sur l'eau et localement Natura 2000 peuvent en Europe contribuer à la protection de segments de cours d'eau. Certains traités transfrontaliers encouragent le respect d'une continuité écologique sur de grands fleuves, mais c'est souvent la libre circulation des marchandises qui est l'objet principal de ces documents.
En France, certains juristes[Qui ?] estiment que les outils juridiques existant comme les SDAGE, les SAGE, la trame bleue (identifiée dans les SRCE à une échelle régionale, mais pas forcément à une échelle locale), des moyens de protéger des éléments du paysage (réserves naturelles, parcs nationaux…)[précision nécessaire] ou encore des zones d'expansion de crues concourent à protéger et restaurer les corridors fluviaux, mais « ne sont pas dotés d'une force juridique contraignante suffisante ».
Selon Aude Farinetti, juriste et chercheuse à l'Institut de droit de l'environnement de l'université Lyon 3, la loi n'impose qu'un « rapport de compatibilité, voire le plus souvent dans un simple rapport de prise en compte » et les plans fluviaux encouragent des approches plus globales, mais sans pouvoir juridique contraignant. D'après elle, un outil juridique plus contraignant est nécessaire, un outil à l'« échelle d'un territoire pertinent : celui des corridors fluviaux et pas seulement le cours d'eau - qui est le territoire sur lequel porte l'essentiel des outils de protection ». Elle préconise ainsi « une loi de protection des corridors fluviaux sur le modèle des lois Montagne et Littoral ».